# Kai Winding

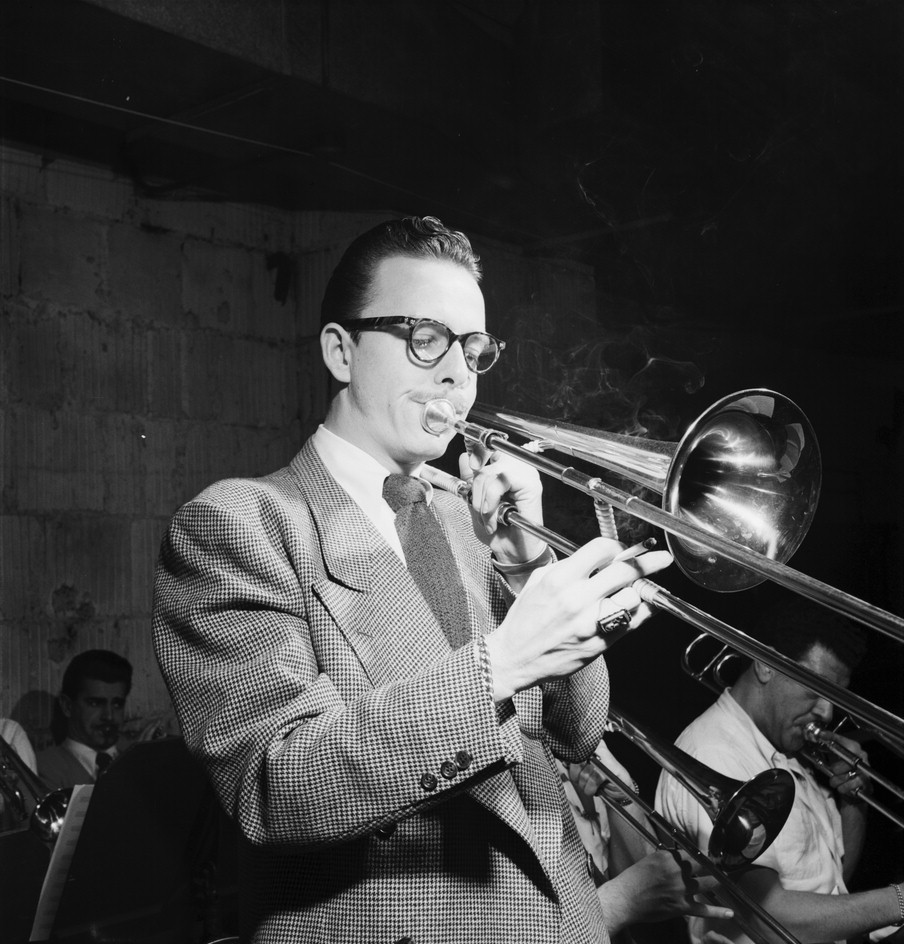
Kai Winding 1946 (Foto: William P. Gottlieb)

Kai Chresten Winding (* 18. Mai 1922 in Aarhus, Dänemark; † 6. Mai 1983 in Yonkers, New York) war ein amerikanischer Jazzposaunist dänischer Herkunft. Seine Version von More, als Ti guarderò nel cuore („Ich werde in dein Herz schauen“) das Thema des italienischen Films von 1962 Mondo Cane, erreichte 1963 Platz acht der Billboard Hot 100, sein einziger Eintrag hier, und Platz zwei der Easy Listening Charts. In Deutschland kam das Werk auf Platz 52 der Deutschen Hitparade.

## Leben und Wirken
Windings Familie wanderte 1934 in die USA aus. Er begann 1940 seine Musikerlaufbahn und spielte zunächst bei Sonny Dunham und bei Alvino Rey (1941). Nach Engagements in den Bands von Shorty Allen, Benny Goodman (1945–46), Stan Kenton (1946–47) und Charlie Ventura (1947–48) und Tadd Dameron (1948–49) leitete er eine Combo mit Buddy Stewart und war an den Birth-of-the-Cool-Aufnahmen von Miles Davis beteiligt, um anschließend mit Gerry Mulligan zu arbeiten. Nach einer Tätigkeit bei Rundfunk und Fernsehen arbeitete er 1954 bis 1956 mit J. J. Johnson als zweitem Posaunisten im Quintett, das sehr populär wurde. Im Jazz Composers Workshop von Charles Mingus spielten vier Posaunisten (zusätzlich noch Willie Dennis und Bennie Green) mit einer Rhythmusgruppe aus John Lewis, Charles Mingus und Art Taylor. Mitte der fünfziger Jahre gründete er ein Septett mit Carl Fontana und Wayne Andre (tb), Dick Lieb (b-tb, bar-horn) und einer Rhythmusgruppe aus Roy Frazee (p), Kenny O’Brien (b) und Jack Franklin (dr).
Später arbeitete er als Studiomusiker in New York. In dieser Zeit befasste er sich bereits mit dem Einsatz elektronischer Mittel in einem Bläserensemble. 1962 wurde Winding musikalischer Direktor von Hugh Hefners Playboy Clubs. Beraten durch Produzent Creed Taylor nahm er in dieser Zeit einige Alben mit jazzorientierter Popmusik auf, etwa More mit der Titelmelodie zum Film Mondo Cane im Arrangement von Claus Ogerman. der für die meisten Werke Windings auf Verve Records verantwortlich war. More ist wahrscheinlich auch das erste Werk, in dem das französische elektronische Instrument Ondioline, ein Vorläufer des Synthesizers, auf einer amerikanischen Aufnahme zu hören ist.
Etliche Alben in dieser Zeit können auch dem Easy-Listening-Genre zugeordnet werden. Anschließend arbeitete er wieder mit J. J. Johnson zusammen, gab Workshops und Konzerte. Anfang der 1970er nahm er an zwei Tourneen mit den Giants of Jazz (Dizzy Gillespie, Sonny Stitt, Thelonious Monk, Al McKibbon und Art Blakey) teil. Ende der 1970er-Jahre bildete Kai Winding zusammen mit den Posaunisten Bill Watrous, Albert Mangelsdorff und Jiggs Whigham die Gruppe Trombone Summit, mit der er 1980 für das deutsche Label MPS eine Plattenaufnahme machte. 1980 spielte er in einer Combo mit Curtis Fuller.
Winding war einer der ersten Posaunisten, die sich erfolgreich auf den Bebop einließen; er blieb aber stets auch dem Swing verpflichtet und war zum anderen auf der Suche nach Erweiterungen im Modern Jazz. Im Vergleich mit J. J. Johnson ist sein Ton auf der Posaune rauer. Er nahm auch mit Neal Hefti, den Kirby Stone Four, den Anita Kerr Singers und Chubby Jackson auf.
Winding starb an den Folgen eines Hirntumors.

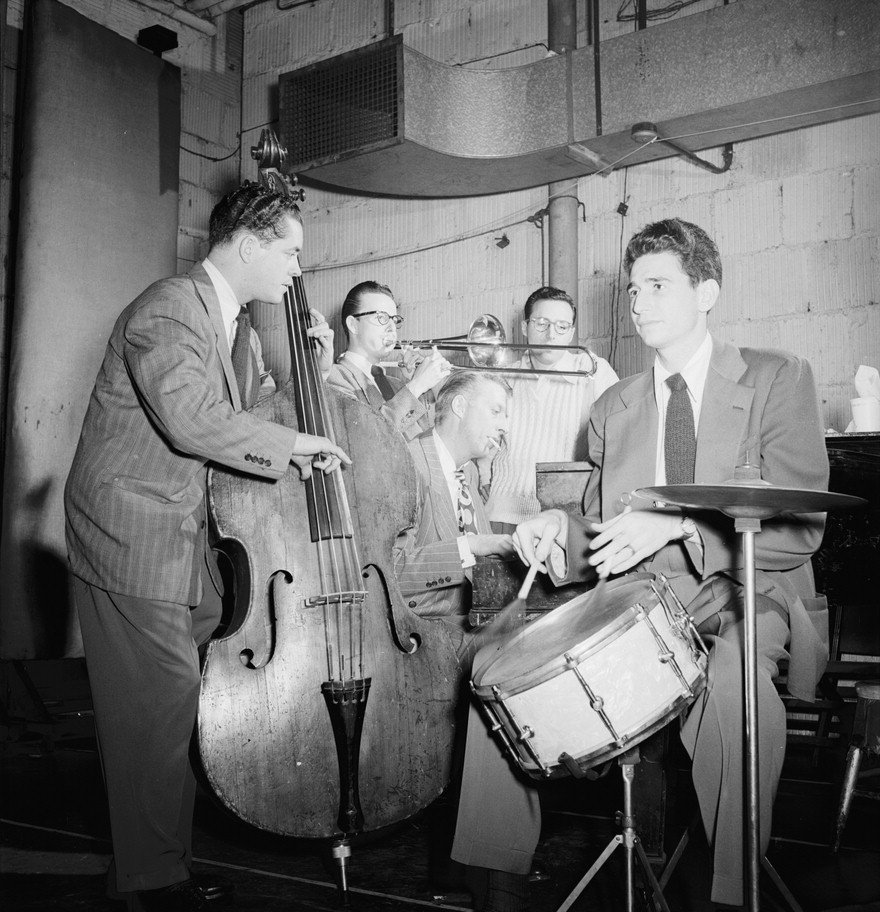
(Von links:) Eddie Safranski, Kai Winding, Stan Kenton, Pete Rugolo und Shelly Manne, ca. Januar 1946. Fotografie von William P. Gottlieb.

## Diskographische Hinweise

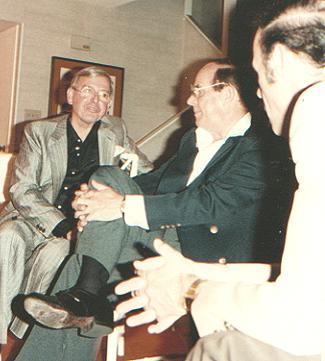
Kai Winding, Don Lamond und Bubba Kolb

- Kai and Jay with Bennie Green and Strings (OJC, 1952–54)
- Trombone for Two/Trombone Sound (Collectables, 1955/56)
- Nuff Said (Rhino, 1955) mit J. J. Johnson, Dick Katz, Tommy Potter, Al Harewood
- Jive at Five (Status, 1957) mit Carl Fontana
- Bon Appetit: The Definitive Black & Blue Sessions (Black & Blue, 1980) mit Curtis Fuller, Hank Jones, John Clayton, Jimmy Cobb
- Jazz for Playboys: Kai Winding (Jazz Club/Verve/Universal, 2008)
- 2012 erschien in der Serie 'Jazzplus' (Label Verve) eine CD, die insgesamt 24 Stücke von zwei seiner Schallplatten zusammenstellt bzw. wiederveröffentlicht, nämlich von Soul Surfin'  und von Mondo Cane[5]